# Maurice Nicoll
Maurice Nicoll (1884-1953) estudou medicina em Cambridge e psicologia em Paris, Berlim, Viena e Zurique, com Carl Gustav Jung. Como pioneiro da medicina psicológica, exerceu sua profissão em Londres. Discípulo de George Ivanovich Gurdjieff e de Piotr Demianovitch Ouspensky, expandiu, desenvolveu e ensinou o Trabalho na Inglaterra, de 1935 até a sua morte.